# Phyllophaga balia
Phyllophaga balia är en skalbaggsart som beskrevs av Thomas Say 1825. Phyllophaga balia ingår i släktet Phyllophaga och familjen Melolonthidae. Inga underarter finns listade i Catalogue of Life.